# Dottie West
Dottie West (McMinnville, 11 de octubre de 1932-4 de septiembre de 1991) fue una cantante y compositora de música country estadounidense. Junto con sus amigos y artistas Patsy Cline y Loretta Lynn que colaboraron con ella, es considerada una de las artistas femeninas más influyentes e innovadoras del género. La carrera de Dottie West se inició en la década de 1960 con el sencillo «Here Comes My Baby Back Again», por el que ganó su primer Premio Grammy a la mejor interpretación vocal country femenina en 1965. En la década de 1960, West fue una de las pocas cantantes femeninas de country que trabajaban en lo que entonces era una industria dominada por hombres, e influyó en otras cantantes femeninas del mismo género como Lynn Anderson, Crystal Gayle, Barbara Mandrell, Dolly Parton y Tammy Wynette. A lo largo de la década de 1960, West tuvo diversos sencillos dentro de las primeras posiciones de las listas de popularidad de música country.
A principios de la década de 1970, West escribió un popular comercial para la Coca-Cola titulado «Country Sunshine», que alcanzó el número dos en el Hot Country Songs de Billboard en 1973. A finales de los años 1970, se unió a la superestrella de la música country-pop Kenny Rogers para una serie de duetos que le permitieron aumentar su popularidad y varios discos de platino y el número 1 en ventas por primera vez. Las grabaciones a dúo con Rogers, como «Every Time Two Fools Collide», «All I Ever Need Is You» y «What Are We Doin' In Love» se convirtieron en estándares dentro del ámbito de la música country. A mediados de la década de 1970, su imagen y su música sufrieron una metamorfosis, llevándola hasta el máximo de su popularidad como solista al llegar a número 1 por primera vez por su cuenta en 1980 con «A Lesson in Leavin'».

## Álbumes de estudio

### Álbumes en la década de 1960
| Título                                                  | Detalles del álbum                                                                              | Máxima posición en listas |
| Título                                                  | Detalles del álbum                                                                              | US Country                |
| ------------------------------------------------------- | ----------------------------------------------------------------------------------------------- | ------------------------- |
| Here Comes My Baby                                      | - Fecha de lanzamiento: junio de 1965 - Sello discográfico: RCA Victor - Formatos: LP           | 12                        |
| Dottie West Sings                                       | - Fecha de lanzamiento: diciembre de 1965 - Sello discográfico: RCA Victor - Formatos: LP       | 12                        |
| Suffer Time                                             | - Fecha de lanzamiento: julio de 1966 - Sello discográfico: RCA Victor - Formatos: LP, 8 pistas | 3                         |
| With All My Heart and Soul                              | - Fecha de lanzamiento: enero de 1967 - Sello discográfico: RCA Victor - Formatos: LP           | 8                         |
| Dottie West Sings Sacred Ballads                        | - Fecha de lanzamiento: julio de 1967 - Sello discográfico: RCA Victor - Formatos: LP           | —                         |
| I'll Help You Forget Her                                | - Fecha de lanzamiento: noviembre de 1967 - Sello discográfico: RCA Victor - Formatos: LP       | 11                        |
| What I'm Cut Out to Be                                  | - Fecha de lanzamiento: marzo de 1968 - Sello discográfico: RCA Victor - Formatos: LP           | 18                        |
| Country Girl                                            | - Fecha de lanzamiento: agosto de 1968 - Sello discográfico: RCA Victor - Formatos: LP          | 18                        |
| Feminine Fancy                                          | - Fecha de lanzamiento: diciembre de 1968 - Sello discográfico: RCA Victor - Formatos: LP       | 39                        |
| Dottie Sings Eddy                                       | - Fecha de lanzamiento: mayo de 1969 - Sello discográfico: RCA Victor - Formatos: LP            | —                         |
| Makin' Memories                                         | - Fecha de lanzamiento: diciembre de 1969 - Sello discográfico: RCA Victor - Formatos: LP       | —                         |
| "—" denota que el lanzamiento no apareció en las listas |                                                                                                 |                           |

### Álbumes en la década de 1970
| Título                                                      | Detalles del álbum                                                                                              | Máxima posición en listas |
| Título                                                      | Detalles del álbum                                                                                              | US Country                |
| ----------------------------------------------------------- | --- | ------------------------- |
| Country and West                                            | - Fecha de lanzamiento: mayo de 1970 - Sello discográfico: RCA Victor - Formatos: LP                            | —                         |
| Forever Yours                                               | - Fecha de lanzamiento: agosto de 1970 - Sello discográfico: RCA Victor - Formatos: LP, 8 pistas                | 40                        |
| Careless Hands                                              | - Fecha de lanzamiento: marzo de 1971 - Sello discográfico: RCA Victor - Formatos: LP, 8 pistas                 | —                         |
| Have You Heard Dottie West                                  | - Fecha de lanzamiento: octubre de 1971 - Sello discográfico: RCA Victor - Formatos: LP, 8 pistas               | —                         |
| I'm Only a Woman                                            | - Fecha de lanzamiento: mayo de 1972 - Sello discográfico: RCA Victor - Formatos: LP, 8 pistas                  | —                         |
| If It's All Right With You/ Just What I've Been Looking For | - Fecha de lanzamiento: mayo de 1973 - Sello discográfico: RCA Victor - Formatos: LP, 8 pistas                  | 37                        |
| Country Sunshine                                            | - Fecha de lanzamiento: noviembre de 1973 - Sello discográfico: RCA Victor - Formatos: LP, 8 pistas             | 17                        |
| House of Love                                               | - Fecha de lanzamiento: mayo de 1974 - Sello discográfico: RCA Victor - Formatos: LP, 8 pistas, casete tape     | —                         |
| Carolina Cousins                                            | - Fecha de lanzamiento: mayo de 1975 - Sello discográfico: RCA Victor - Formatos: LP, 8 pistas, casete          | 45                        |
| When It's Just You and Me                                   | - Fecha de lanzamiento: 1977 - Sello discográfico: United Artists - Formatos: LP, 8 pistas, casete              | 44                        |
| Dottie                                                      | - Fecha de lanzamiento: mayo de 1978 - Sello discográfico: United Artists - Formatos: LP, 8 pistas, casete      | 47                        |
| Special Delivery                                            | - Fecha de lanzamiento: noviembre de 1979 - Sello discográfico: United Artists - Formatos: LP, 8 pistas, casete | 13                        |
| "—" denota que el lanzamiento no apareció en las listas     | |                           |

### Álbumes en la década de 1980
| Título                                                  | Detalles del álbum                                                                                           | Máximas posiciones en listas | Máximas posiciones en listas |
| Título                                                  | Detalles del álbum                                                                                           | US Country                   | US                           |
| ------------------------------------------------------- | --- | ---------------------------- | ---------------------------- |
| Wild West                                               | - Fecha de lanzamiento: diciembre de 1980 - Sello discográfico: Liberty - Formatos: LP, 8 pistas, casete     | 5                            | 126                          |
| High Times                                              | - Fecha de lanzamiento: noviembre de 1981 - Sello discográfico: Liberty - Formatos: LP, casete               | 43                           | —                            |
| Full Circle                                             | - Fecha de lanzamiento: septiembre de 1982 - Sello discográfico: Liberty - Formatos: LP, casete              | —                            | —                            |
| New Horizons                                            | - Fecha de lanzamiento: julio de 1983 - Sello discográfico: Liberty - Formatos: LP, casete                   | 65                           | —                            |
| Just Dottie                                             | - Fecha de lanzamiento: octubre de 1984 - Sello discográfico: Permian - Formatos: LP, casete, disco compacto | —                            | —                            |
| "—" denota que el lanzamiento no apareció en las listas | |                              |                              |

## Álbumes en colaboración
| Título                                                  | Detalles del álbum                                                                                | Máxima posición en listas | Máxima posición en listas | Máxima posición en listas | Certificaciones (Ventas)  |
| Título                                                  | Detalles del álbum                                                                                | US Country                | US                        | CAN                       | Certificaciones (Ventas)  |
| ------------------------------------------------------- | ------------------------------------------------------------------------------------------------- | ------------------------- | ------------------------- | ------------------------- | ------------------------- |
| Dottie and Don (con Don Gibson)                         | - Fecha de lanzamiento: marzo de 1969 - Sello discográfico: RCA Victor - Formatos: LP             | 21                        | —                         | —                         |                           |
| Country Boy and Country Girl (con Jimmy Dean)           | - Fecha de lanzamiento: noviembre de 1970 - Sello discográfico: RCA Victor - Formatos: LP         | 42                        | —                         | —                         |                           |
| Every Time Two Fools Collide (con Kenny Rogers)         | - Fecha de lanzamiento: marzo de 1978 - Sello discográfico: United Artists - Formatos: LP, casete | 1                         | 186                       | 95                        | - Estados Unidos: Oro     |
| Classics (con Kenny Rogers)                             | - Fecha de lanzamiento: marzo de 1979 - Sello discográfico: United Artists - Formatos: LP, casete | 3                         | 82                        | 60                        | - Estados Unidos: Platino |
| "—" denota que el lanzamiento no apareció en las listas |                                                                                                   |                           |                           |                           |                           |

## Álbumes compilatorios
| Título                                                  | Detalles del álbum                                                                                         | Máxima posición en listas |
| Título                                                  | Detalles del álbum                                                                                         | US Country                |
| ------------------------------------------------------- | --- | ------------------------- |
| The Country Girl Singing Sensation                      | - Fecha de lanzamiento: 1964 - Sello discográfico: Starday Records - Formatos: LP                          | —                         |
| The Best of Dottie West                                 | - Fecha de lanzamiento: diciembre de 1972 - Sello discográfico: RCA Victor - Formatos: LP                  | —                         |
| Once You Were Mine                                      | - Fecha de lanzamiento: agosto de 1981 - Sello discográfico: RCA Victor - Formatos: LP                     | 50                        |
| The Best of Dottie West                                 | - Fecha de lanzamiento: 1984 - Sello discográfico: Liberty - Formatos: LP                                  | —                         |
| Greatest Hits                                           | - Fecha de lanzamiento: 1992 - Sello discográfico: Curb Records - Formatos: Casete, compact disc           | —                         |
| The Essential Dottie West                               | - Fecha de lanzamiento: 1996 - Sello discográfico: RCA Nashville - Formatos: Casete, compact disc          | —                         |
| Are You Happy Baby: The Collection                      | - Fecha de lanzamiento: 18 de noviembre de 1997 - Sello discográfico: Razor & Tie - Formatos: Compact disc | —                         |
| "—" denota que el lanzamiento no apareció en las listas | |                           |